# Bundesmeisterschaft des DFuCB 1899/1900
Die Bundesmeisterschaft des DFuCB 1899/1900 war die neunte unter dem Deutschen Fußball- und Cricket Bund (DFuCB) ausgetragene Bundesmeisterschaft. Der Niedergang des DFuCB setzte sich auch in dieser Saison weiter fort. Es meldeten sich zwar neun Vereine zur Teilnahme an den Meisterschaftsspielen, jedoch traten deutlich weniger Mannschaften an. Auch die Spielstärke der einzelnen Mannschaften nahm immer mehr ab. Es sind nur die Tabellenstände überliefert. Wer von den Vereinen überhaupt am regelmäßigen Spielbetrieb teilgenommen hat, ist nicht überliefert. Der BFC Vorwärts 1890 setzte sich am Ende durch und wurde zum dritten Mal Fußballmeister des DFuCB. Eine deutschlandweit ausgespielte deutsche Fußballmeisterschaft gab es noch nicht.

## Abschlusstabelle
| Pl. | Verein                  |
| --- | ----------------------- |
| 1.  | BFC Vorwärts 1890 (M)   |
| 2.  | BTuFC Alemannia 90      |
| 3.  | BTuFC Toscana           |
| 4.  | BFC Nordstern 1891      |
| 5.  | BFC Frankfurt 1885      |
| 6.  | FC Union Charlottenburg |
| 7.  | BFC Hertha 1892         |
| 8.  | BFC Hellas 1890         |
| 9.  | BTuFC Helgoland 1897    |

| (M) | Titelverteidiger |